# Berjak
Pour les articles homonymes, voir Berjak (homonymie).
Berjah en albanais et Berjak en serbe latin (en serbe cyrillique : Берјак) est une localité du Kosovo située dans la commune/municipalité de Gjakovë/Đakovica, district de Gjakovë/Đakovica (Kosovo) ou de Pejë/Peć (Serbie). Selon le recensement kosovar de 2011, elle compte 154 habitants, dont une majorité d'Albanais.

## Démographie

### Évolution historique de la population dans la localité
| 1948 | 1953 | 1961 | 1971 | 1981 | 1991 | 2011 |
| ---- | ---- | ---- | ---- | ---- | ---- | ---- |
| 116  | 120  | 123  | 152  | 236  | 299  | 154  |

|  |